# Plenum
Das Plenum (von lateinisch plēnum (cōnsilium) ‚die Gesamtheit‘; „vollzählige Versammlung“ zu plenus, -a, -um ‚voll‘; Plural: Plenen, Plena) ist die Vollversammlung (auch Plenarsitzung bzw. Plenarversammlung) möglichst aller Mitglieder einer Organisation.

## Erscheinungsformen
In der parlamentarischen Demokratie bezieht sich der Ausdruck meist auf die Vollversammlung eines Parlaments. Den Versammlungsort bezeichnet man als Plenarsaal im Parlamentsgebäude. Im Gegensatz zu den Plenarsitzungen, versammeln sich in den Ausschüssen nur die jeweiligen Fachpolitiker der Fraktionen zur vertiefenden Beratung. Die Generalversammlung der Vereinten Nationen (engl. General Assembly) ist eine Vollversammlung von Vertretern aller UN-Mitgliedsstaaten.
Als Plenum/Vollversammlung werden außerdem Versammlungen innerhalb unabhängiger politischer Organisationen, Nichtregierungsorganisationen an einer Bildungsinstitution wie Schule, Hochschule, Universität (Studierendenparlament) für die Mitgliederversammlung eines kollektiv betriebenen Betriebs, einer Wohngemeinschaft; für wissenschaftliche Kongresse (wenn auch parallele Veranstaltungen stattfinden können, die für alle Teilnehmer gedacht sind und für deren Ereignisse in der Regel keine weiteren gleichartigen Veranstaltungen anberaumt sind, wie z. B. Eröffnung, Abschluss oder Keynote-Vorträge) bezeichnet.
Bei beschlussfassenden Gremien ist das Plenum der Ort, an dem alle Stimmberechtigten zusammenkommen.
Eine andere Form der Versammlung ist die Delegiertenkonferenz, wo die Mitgliederzahl zu groß für eine einzige Versammlung ist und die Mitglieder nach einem Schlüssel durch zumeist gewählte Delegierte vertreten werden. In vielen berufsständischen Organisationen ist diese Delegiertenkonferenz (meist als DK abgekürzt) das höchste Organ.

### Im Parlamentarismus
Hinsichtlich des Deutschen Bundestages, des Bundesrates und des österreichischen Nationalrates ist das Plenum die Vollversammlung aller Mitglieder. Dabei werden die Gesetzentwürfe debattiert. Im Plenum des Bundestages oder Nationalrates stellt die Regierung ihre Vorhaben und die Opposition ihre Gegenentwürfe dar. Dreimal wird z. B. im Bundestag ein Entwurf, eine Gesetzesvorlage im Plenum aufgerufen, bevor er beispielsweise vom Bundestag als Gesetz verabschiedet wird. Anlässe für Debatten im Plenum sind auch Berichte der Regierung oder der parlamentarischen Beauftragten.

### In sozialen Projekten
In Wohngemeinschaften, Hausgemeinschaften und Wohnprojekten treffen sich die Bewohner regelmäßig im Plenum, um Pläne zu schmieden, Informationen auszutauschen, Konflikte zu klären und Entscheidungen zu treffen. Auch in therapeutischen Gemeinschaften hat das Plenum eine zentrale Funktion. In der Großgruppentherapie wird hauptsächlich in Plenums-Form gearbeitet.

### In der Arbeit mit Gruppen
Das Plenum ist eine Methode in der Gruppenarbeit und in der Großgruppenarbeit und -moderation. Dabei treffen sich alle Teilnehmer gemeinsam in einem Raum, zum Beginn und zum Ende der Veranstaltung, und bei wichtigen Ereignissen auch zwischendurch als Großgruppe bzw. „im Plenum“. Im Plenum werden Ziele vereinbart, Regeln geklärt, Informationen geteilt, Fragen gestellt, Wünsche und Bedürfnisse ausgedrückt, Konflikte geklärt, Ergebnisse der Kleingruppen vorgestellt und diskutiert. Ein wesentlicher Inhalt ist auch die regelmäßige Standortbestimmung und ein gemeinsamer Blick auf den Gesamtprozess, insbesondere der Beziehungen, Rollen, Regeln und Gruppenprozess (siehe Gruppendynamik).